# قسم كلاردشت الغربي الريفي (ناحية كلاردشت)
قسم كلاردشت الغربي الريفي (بالفارسية: دهستان کلاردشت غربی) هي منطقة ريفية تقع في ناحية كلاردشت في إيران. يقدر عدد سكانها بـ 5,357 نسمة .